# Tango Ya Ba Wendo
Tango Ya Ba Wendo es una película documental del año 1992.

## Sinopsis
"Tango Ya Ba Wendo" habla de los años de 1940 a 1950 en Kinshasa, cuando triunfó Wendo, el gran pionero de la rumba zairense. En 1992, Wendo casi tiene 70 años. El viejo cantante y aventurero cuenta su vida; habla de su madre, una cantante tradicional; de su primer trabajo como mecánico; de sus comienzos como cantante en la época colonial, seguidos por el éxito y el olvido… mientras canta y canta.
La wendo es mi profesora

## Premio
FESPACO 1993 (Festival de cine de Uagadugú)